# Épron
Épron ist eine französische Gemeinde mit 1.883 Einwohnern (Stand: 1. Januar 2022) im Département Calvados in der Region Normandie. Sie gehört zum Arrondissement Caen und zum Kanton Caen-3. Die Einwohner werden Épronnais genannt.

## Geographie
Épron liegt in der Ebene von Caen. Umgeben wird Épron von den Nachbargemeinden Cambes-en-Plaine im Nordwesten und Norden, Biéville-Beuville im Norden und Nordosten, Hérouville-Saint-Clair im Osten und Südosten, Caen im Süden sowie Saint-Contest im Westen. 
Im Gemeindegebiet befindet sich das Areal des Grand Accélérateur National d’Ions Lourds, ein kernphysikalisches Forschungszentrum.

## Bevölkerungsentwicklung
| Jahr                       | 1962 | 1968 | 1975 | 1982 | 1990 | 1999 | 2006 | 2011 | 2019 |
| Einwohner                  | 267  | 325  | 568  | 858  | 1425 | 1755 | 1634 | 1577 | 1623 |
| Quellen: Cassini und INSEE |      |      |      |      |      |      |      |      |      |

## Sehenswürdigkeiten
- Kirche Saint-Ursin, nach dem Zweiten Weltkrieg wieder errichtet

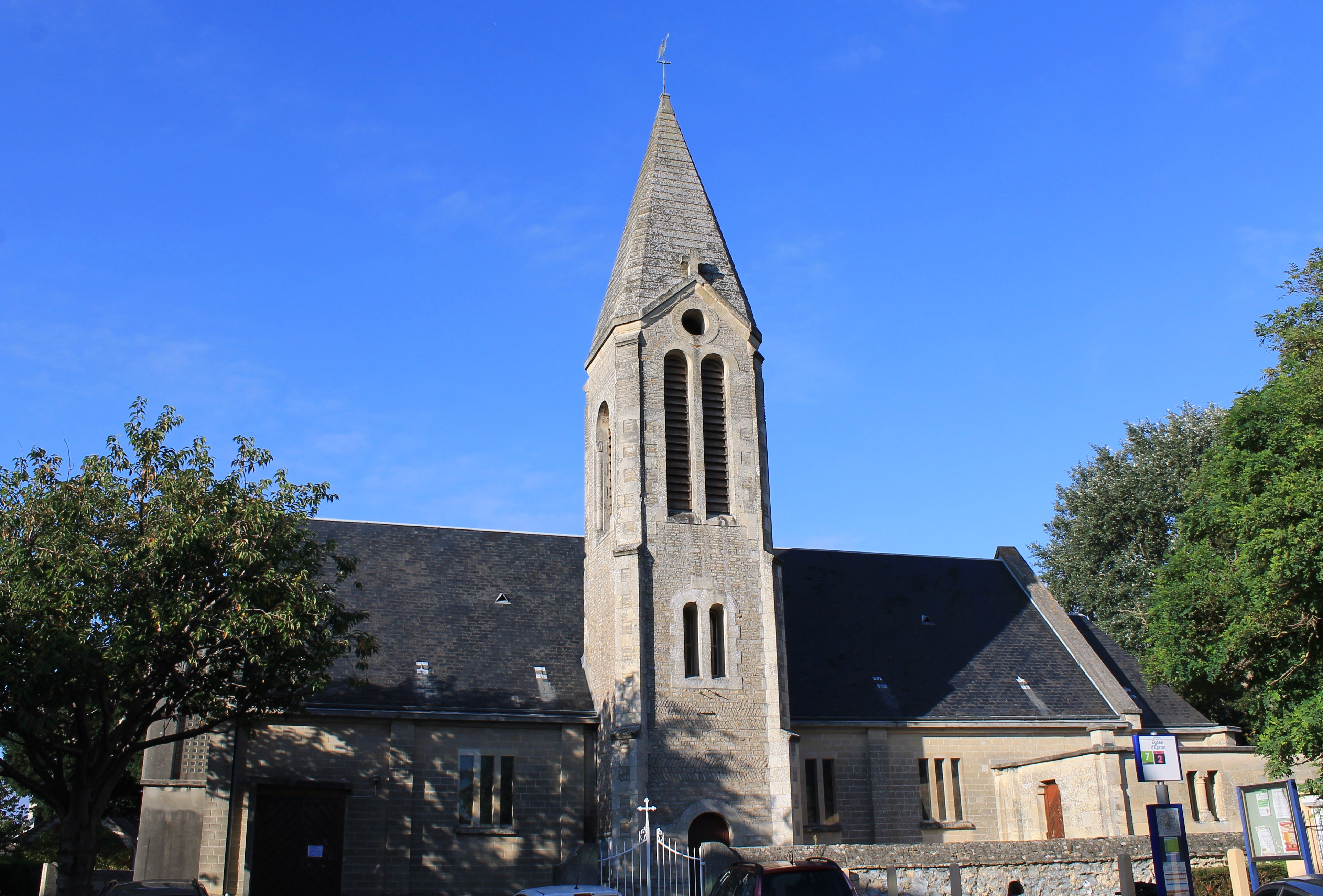
Kirche Saint-Ursin

## Gemeindepartnerschaften
Mit der spanischen Gemeinde Zufre in Andalusien besteht seit 2007 eine Partnerschaft.